# Xander van der Burgt
Xander van der Burgt (ou Xander M. van der Burgt) est un botaniste néerlandais contemporain, spécialiste de la flore tropicale d'Afrique centrale, particulièrement des Spermatophytes. En dix ans, il a découvert – en majorité dans la forêt de Korup au Cameroun – 25 nouvelles espèces de grands arbres, telles que Didelotia korupensis, Gluema korupensis ou Tessmannia korupensis. Anthonotha xanderi Breteler lui doit son épithète spécifique.

## Biographie
Titulaire d'un MSc en sylviculture obtenu à l'université de Wageningue (Pays-Bas) en 1994, il travaille pour l'herbier de cette même université (1997-1999 et 2001), à l'Institute of Plant Sciences de l'université de Berne (Suisse) en 1999-2000 et 2002-2005, puis aux jardins botaniques royaux de Kew (Royaume-Uni) à partir de 2006.